# Hôtel de préfecture de l'Isère
L'hôtel de préfecture de l'Isère est un bâtiment situé Place de Verdun à Grenoble, en France. Il sert de préfecture au département de l'Isère.

## Localisation
L'édifice est situé dans le département français de l'Isère, sur la commune de Grenoble dans le quartier de l'hyper-centre. la façade occupe la totalité de la partie sud-est de la place de Verdun, .

## Historique
Les services de la préfecture partageaient avec la mairie les locaux de l'hôtel de Lesdiguières jusqu'en 1866. En 1857, sous la municipalité de Louis Crozet, un projet est avancé pour construire une nouvelle préfecture à l'emplacement de l'hôtel de Lesdiguières ainsi qu'un nouvel Hôtel de ville à ses côtés dans le bois du jardin de ville. Le projet aurait permis avec la nécessaire démolition de plusieurs maisons de dégager l'église Saint-André et de créer une rue reliant la place Saint-André à la place Grenette. Mais ce projet est repoussé par le Conseil général qui décide dans sa séance du 26 août 1857 d'édifier la nouvelle préfecture sur la place d'Armes.
Le bâtiment est édifié sous la direction de l'architecte Charles-Auguste Questel, de 1861 à 1866 sur la place d'Armes qui prendra en 1870 le nom de place de la Constitution. Le premier préfet à prendre ses fonctions dans cet édifice a été Daniel Pastoureau en décembre 1866.
L'édifice est partiellement classé au titre des monuments historiques le 16 juin 1998 et inscrit le 24 juillet 1995.

## Description

### Extérieur
Sur la façade, figurent des bustes sculptés pour la plupart par Charles Aimé Irvoy rappelant des personnalités dauphinoises comme Bayard, le connétable de Lesdiguières, Abel Servien et Hugues de Lionne ministres de Louis XIV, Condillac le penseur et Vaucanson l'illustre mécanicien, les juristes-politiciens Barnave et Mounier acteurs de la Révolution Française, le général royaliste Marchand ainsi que le Maréchal Dode.

## Accès
L'édifice est desservi par la ligne A du tramway de Grenoble, par les lignes de bus Proximo 12, 13, 14, 15 et 16, ainsi que par la ligne Transisère 6020 (arrêt Verdun-Préfecture).